# ジョンソン・ハーグッド (サウスカロライナ州知事)
ジョンソン・ハーグッド（Johnson Hagood, 1828年2月21日 - 1898年1月4日）は、アメリカ合衆国の軍人、政治家。南北戦争ではアメリカ連合国の准将として活躍し、戦後は1880年から1882年までサウスカロライナ州知事を務めた。

## 生い立ちと青年時代
1828年2月21日、ハーグッドはサウスカロライナ州バーンウェルにおいて誕生した。ハーグッドはジョージア州オーガスタのリッチモンド・アカデミーで学び、1847年にサウスカロライナ州の士官学校シタデルを首席で卒業した。ハーグッドは判事の下で法律を学び、1850年に弁護士として認可を受けた。だがハーグッド弁護士業は開業せず、農場での暮らしを選り好んだ。

## 軍への関与と南北戦争
1851年、ハーグッドは軍務副局長に指名され、州民兵の管理を任された。ハーグッドはまたバーンウェル郡における証券管理官にも任ぜられた。
1861年に南北戦争が開戦すると、ハーグッドは志願兵としてアメリカ連合国に参加した。ハーグッドはサウスカロライナ州第1連隊で大佐に委任された後、間もなく准将に昇格した。ハーグッドはサムター要塞の戦い、第一次ブルランの戦い、コールドハーバーの戦いに参加した。

## サウスカロライナ州での政治
南北戦争終戦後、ハーグッドは農場での生活を再開したが、レコンストラクションにおける共和党急進派の悪政や汚職に憤りを感じるようになった。ハーグッドは1876年の州知事選挙において、かつての連合国准将ウェイド・ハンプトンを積極的に支持し、選挙運動を盛り立てた。ハーグッドもまた民主党から会計検査長官の候補として立候補し、当選を果たした。1880年、ハーグッドは州民主党において州知事候補に擁立され、州知事選挙に立候補した。ハーグッドは大差で勝利を収め、知事職を1期務めた。1882年、ハーグッドはシタデル士官学校で職員となり、南北戦争以降停止されていた教育業務の再開に携わった。

## 晩年
1898年1月4日、ハーグッドはサウスカロライナ州バーンウェルにおいて死去した。ハーグッドの遺体はバーンウェル市内の聖公会墓地に埋葬された。